# 胡兆明
胡兆明（1966年7月—），江苏高邮人，中华人民共和国政治人物、外交官，曾任中华人民共和国驻克罗地亚特命全权大使，现任中共中央对外联络部信息传播局局长。